# 皮膚賭博
皮膚賭博（英語：skin gambling）是一門電子遊戲術語，專指由Valve自2012年起營運的電腦遊戲《反恐精英：全球攻势》（CSGO）所衍生的、圍繞虛擬商品交易的獨特經濟生態。玩家在CSGO中可以從戰利品箱隨機抽得「皮膚」（虛擬武器的塗裝），玩家又能將這些皮膚發布到Valve營運的Steam虛擬物品交易平台上兜售，以賺取買家充值到Steam戶口的代幣。
儘管Valve不允許用戶將已經充值到Steam錢包的代幣兌換回現金，但不少第三方線上平台提供了規避Valve管制的網上現金交易渠道進行CSGO皮膚買賣，導致稀有的皮膚被賦予了實際經濟價值。這些第三方平台又聯合線上賭場讓客人以CSGO的皮膚作為賭注進行賭博，以規避一些地區對現金賭博的法律監管。估計單是2016年涉及CSGO皮膚賭博的市場價值就達到50億美元。但由賭博亦引起了相關亂象如未成年賭博、宣傳代言造假、電子競技比賽造假和洗錢等。自2016年有人對第三方交易平台和Valve提出訴訟後，Valve主動要求第三方交易平台停運，但在CSGO皮膚交易的龐大利潤下這些平台屢禁不絕，並轉移到黑市繼續經營。
以遊戲的虛擬商品作為貨幣進行交易或賭博並非CSGO的玩家首創，但CSGO皮膚是其中一個在黑市中最為流通的、源於電子遊戲道具的虛擬貨幣。

## 反恐精英：全球攻势
《反恐精英：全球攻势》，簡稱「CSGO」，是一個由Valve與隱藏路線娛樂共同開發、Valve於2012年起負責發行與營運的多人在線第一身射擊遊戲。其遊戲設計是建基於一個1999年第一代《反恐精英》（CS）的自定義遊戲模組（MOD），多名玩家在一個封閉的競技場扮演兩個敵對陣營的角色進行比賽，雙方須要在限時內率先完成其代表陣形的任務以獲得比賽勝利，雙方可以透過擊殺敵對角色以妨礙對方進行任務，被擊殺的角色會在一定時間後在自己陣形的起點重生。代表「恐怖襲擊者」的一方需要在競技場上一個隨機指定地點裝置一枚炸彈並保護其維持到限時為止，代表「反恐部隊」的玩家則要妨礙炸彈被設置或在限時前將其拆除。

### 虛擬商品發展為另類貨幣
Valve於2013年8月為CSGO的個人電腦版引入「軍火交易」（Arms Deal）系統，開發者在達到引入所謂「皮膚」（skin）的武器塗裝的決定之前曾考慮過其他改裝裝備的方案，其中之一是遊戲角色的外觀，但因為遊戲使用第一身視角而擯棄。另外開發者亦不欲新增武器破壞比賽的公平。Valve透過自家另一款多人在線競技遊戲《絕地要塞2》（TF2）的成功經驗，獎勵CSGO玩家遊玩每一場比賽後一件隨機皮膚，玩家升級時也會獲獎勵皮膚，還有一些紀念版皮膚會在玩家透過Steam或Valve認可站外直播網站觀看特定CSGO網上直播賽事後贈送。皮膚會被儲存到玩家的Steam戶口的道具庫中，允許玩家在Steam的「社群市集」上自定價格兜售皮膚給其他玩家以賺取Steam的代幣，Valve則從每一筆買賣中抽取15%的手續費盈利。與TF2的獎品不同，CSGO的皮膚只會改變武器的外觀而不會影響武器的任何性能或威力。每件CSGO的皮膚都有其「稀有度」，即是越稀有的皮膚就越難獲得。
Valve導入皮膚的意圖是希望將分散到舊版《反恐精英》（CS1.6版和《反恐精英：起源》）的玩家聚集到CSGO一個版本中，並且透過玩家之間進行皮膚買賣讓Steam交易系統蓬勃起來，結果軍火交易系統成功在推出的七個月後將CSGO的玩家量翻了六倍。原本CSGO的皮膚是以迷彩作為美術設計方針，為使用者遊玩時提供某程度上的隱蔽優勢，但Valve很快發現玩家更追求那些設計喧賓奪主、華而不實的皮膚，令槍械看起來像是現實世界中不致命的漆彈槍。皮膚成為了資深玩家在比賽中炫耀個人成就或投入度的象徵，Valve的行政總裁加布·紐維爾於2017年就表示過，CSGO的皮膚作為一件「投資工具」增加了玩家對遊戲的黏著度，讓他們在停玩CSGO一段日子之後依然有返回遊戲的動力，但承認憂慮過皮膚系統會發展到超出他們控制範圍的境地。
一些皮膚因為其高稀有度和其他因素因此特別受到非常多的玩家青睞，連帶其市場價值都被追捧炒高，例如有些稀有軍刀塗裝的交易價達數千美元。皮膚的虛擬價值還受到遊戲提供的抽獎箱影響。玩家可以在上述獲得皮膚的途徑中再以一定機率獲得一個抽獎箱，抽獎箱內含一件隨機皮膚，但要打開抽獎箱就須要以Steam代幣購買抽獎箱對應的鑰匙。抽獎箱能開出的皮膚也是按皮膚的稀有度再加上抽獎箱本身的獎池而定，往往抽出的皮膚的市場價值要低於購買開箱鑰匙的成本，但由於抽獎箱也能開出一些市場價值極高的皮膚，而抽獎箱也能作為交易品進行線上買賣，抽獎箱本身也被賦予了一個市場價值。
CSGO不是第一個允許玩家主導市場價格進行虛擬商品交易的遊戲，但Steam交易平台的便利令其成為一個成功的虛擬經濟體系。Steam限制了每件商品的交易金額不得超過1800美元，但許多高稀有度的皮膚的市場價格早已超越1800美元，另外Valve不允許用戶將已經充值到Steam錢包的餘額兌換回現金或匯出到其他金融機構，否則Valve就會被各國政府視為銀行機構而受到額外的金融法例監管。為了滿足希望以更高價格出售皮膚和從中獲得實質經濟利潤的用戶，網上出現了不是由Valve營運的第三方皮膚交易平台，這些網站利用Steam的應用程式接口（API）將Steam用戶的虛擬道具庫接駁到其他網上金融機構如Paypal，或以加密貨幣如比特幣進行皮膚交易，Valve亦因此無法從中賺取交易手續費。

### 虛擬商品成為博彩賭注

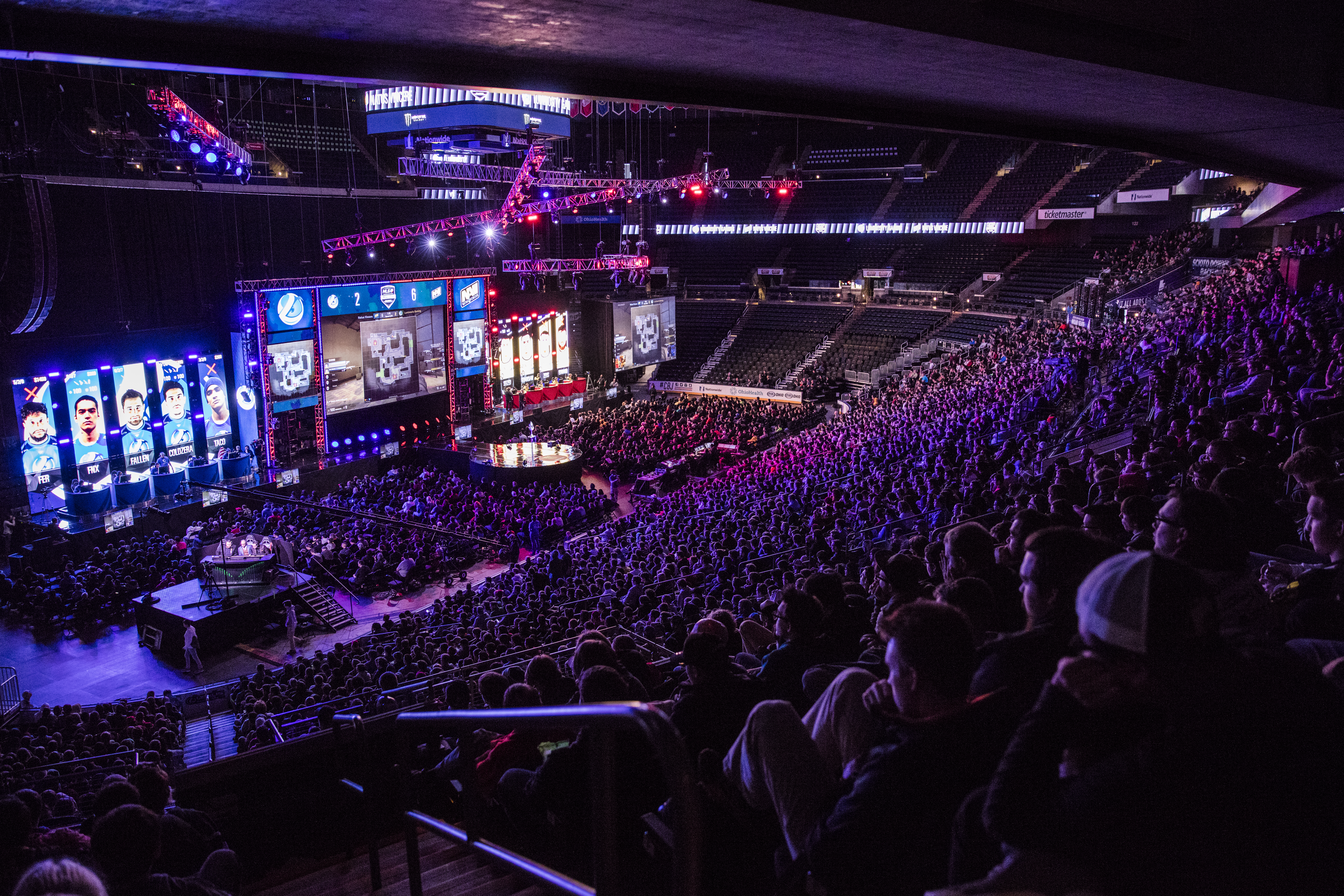
CSGO皮膚賭博順應CSGO成為當紅電子競技遊戲而誕生，圖中是2016年4月美國競技遊戲大聯盟的CSGO賽事現場

CSGO受惠於Twitch直播職業電子競技賽事的便利，加上上述以限定版皮膚和抽獎箱吸引賽事觀眾，CSGO的人氣到2016年依然持續增長，隨之以來的是對CSGO職業賽進行體育賭博的需求。在一些博彩條例不嚴格的地區，網民可以直接以國際流通貨幣對CSGO賽事下注，而部分歐洲國家和截至2018年5月為止美國四個州以外原本都禁止對包含電子競技的運動賽事以現金賭博，但美國法院在《墨菲訴國家大學體育協會》一案中裁定了《職業與業餘運動保護法案1992》（PASPA）違反美國憲法而被推翻，自此全美所有州都允許對運動比賽進行現金賭博。另外基於美國的判例法，以虛擬商品下注的話就不受博彩條例監管。受到以上兩項裁判影響，原本只是提供CSGO皮膚交易的第三方平台開始增加電子競技賽事賭博的服務，下注方法是以用戶自己的Steam道具庫中一個或以上的皮膚作為賭注，將皮膚暫時託管給莊家的戶口，贏家會獲發還原來的賭注外加輸家的皮膚賭注，但很快就出現了電子競技賽事以外、單純拼玩家運氣的皮膚賭博模式，例如最簡單的賭擲硬幣的正反面。分析家認為利用CSGO皮膚對電子競技賽事進行賭博的活動最早可以追溯到2015年8月，但電子競賽以外的皮膚賭博起始時間則無從考證。
這些第三方皮膚交易與賭博平台創造了一個黑市經濟，由於其持份者背景不透明及不受Valve監管，導致外界很難準確評估其市場利潤。Eilers及Narus推斷單皮膚賭博的總值於2015年就有23億美元、2016年約為50億美元，如果這個模式沒有受到外來干預的話預計2020年的總值會達到200億美元。其中2016年中相信投注在電子競技的皮膚只有不足一半的20億美元，其餘的都是投放在傳統賭博上。部分用戶估計其Steam道具庫中持有的CSGO皮膚總市場價值達到100億美元。《電子競技投注報告》（Esports Betting Report）評估CSGO皮膚賭博的市場價值達到8位數美元，並以此支撐了整個職業比賽的運作和人氣。

## 其他遊戲
皮膚賭博並不僅限於CSGO，在其他允許玩家與玩家進行虛擬物品交易的線上競技遊戲都出現了規模較小的賭博現象，通常都是由本身已經支援CSGO皮膚交易與賭博的第三方平台提供，例如同是Valve開發和營運的《Dota 2》和《絕地要塞2》的遊戲角色和武器的皮膚。藝電營運的FIFA系列自《FIFA 13》起加入了「終極隊伍」（Ultimate Team）模式，要求玩家以代幣換取現實中存在的職業足球員角色組建線上對賽隊伍，這些足球員角色又能在玩家之間當作虛擬商品交易，藝電不允許玩家直接以現金購買終極隊伍的代幣，但正如CSGO般出現了買賣代幣的第三方交易平台，同樣地這些網站又允許用戶以終極隊伍代幣對現實球賽或虛擬賭場進行投注賭博。於2017年2月，英國法院以無牌經營賭博事業為由終止了一個第三方FIFA終極隊伍代幣交易平台，並對其經營者提出罰款。
《星戰前夜》（EVE Online）作為一個徹底地由玩家主導虛擬商品交易市場的大型多人在線遊戲，於2016年一次特別活動中，有玩家為了獲得抗衡頂級工會的虛擬資金和資產而經營賭場，其中不乏有人以現金投入到這些賭場中進行博彩，導致遊戲的經濟生態超出了遊戲開發者原本預想的模樣，並憂慮現金賭博所帶來的法律責任，於2016年10月，開發者修訂了遊戲的終端用戶許可協議並封禁了牽涉到這個賭場的玩家，估計涉及這個賭場的虛擬商品的現實市場價值達62萬美元。

## 爭議
CSGO皮膚賭博與CSGO的電子競技的興起被評論認為是相輔相成的，但也有聲音認為必須對皮膚賭博進行監管以解決其帶來的法律與道德問題。涉及CSGO皮膚賭博的詐騙行為於2016年6月由一名YouTube影片製作者「HonorTheCall」的調查與報導起引起了遊戲界以外的關注，該用戶透過對公眾公開的商業登記和網上個人履歷等資訊，發現另一名影片製作者在不申報利益衝突下宣傳在自己營運的CSGO皮膚賭博網站「CSGO Lotto」獲利，該報導隨後獲得新聞媒體的引用並進行了更深入的調查與報導。
網上又出現了針對CSGO皮膚的惡意程式，例如一些輪盤賭博的網站會有彈出窗口提示玩家投注，但其實是用來偷竊玩家的CSGO皮膚和代幣。
儘管按照美國的判例法，以虛擬商品作為賭注賭博並不違法，但基於CSGO皮膚與現金的高流動性，並且這是建基於Steam允許玩家間進行皮膚交易，引起了皮膚賭博本身在美國是否合法及Valve是否須要為此負起法律責任的疑問。直至2016年為止，美國的博彩法，包括屬於《有組織犯罪控制法》一部分的《非法博彩事業法》、《違法網絡博彩執法法案2006》、《聯邦電訊法案》及PASPA都沒有針對以虛擬商品給電子競技下注的條文，但有意見認為要將這些法案針對虛擬商品進行修訂的難度並不高。
由於皮膚賭博網站的盛行導致了未成年賭博的問題，有CSGO皮膚資訊站主向媒體透露未成年賭博的問題確實嚴重，他曾「無數次」向家長提示他們的孩子偷偷利用了他們的信用卡購買虛擬商品，並且引用個案指有不少小孩在皮膚賭博網站花了數百或數千美元但卻空手而歸。
許多皮膚賭博網站並不會公開其持份者並且以離岸公司運作，特別是在博彩法律較為寬鬆的國家註冊的公司，一旦遇上法律糾紛時候往往很難對其採取法律行動。上述CSGO Lotto持份者不對觀眾公開利益衝突宣傳一事，違反了美國聯邦貿易委員會（FTC）針對宣傳代言資訊的監管法規。Valve隨後封禁了「CSGO Lotto」的帳戶，但過了幾天後解封。於2017年9月，聯邦貿易委員會與涉事人達成初步和解，他們必須在往後的宣傳中公開利益瓜葛，否則就會面臨更嚴厲的法律制裁，委員會於此事後更新了針對平台為網絡社交媒體的代言宣傳規條。
類似CSGO Lotto的代言造假事件還有為皮膚網站「SteamLoto」宣傳的影片製作者，被揭發沒有向觀眾申報收受高稀有度皮膚作為報酬。因為收到Valve的停止並終止律師信而終止運作的網站「CSGO Wild」，也被揭發僱用了電子競技團隊FaZe Clan的隊員宣傳網站卻沒有申報利益衝突。
CSGO皮膚賭博網站亦被指涉及電子競技比賽造假，其中皮膚網站「CS:GO Diamonds」承認曾向至少一名玩家透露了內幕消息，希望讓賽事變得更精彩以吸引更多觀眾。於2015年1月，Valve封禁了同一隊伍的7名職業CSGO玩家，理由是有證據證明他們收受了皮膚賭博網站「CSGO Lounge」利益在重要CSGO賽事中造假。Valve警告CSGO職業選手和賽事舉辦人「在任何情況下都不能參與CSGO賽事賭博行為，或洩露內幕消息以影響賠率。」儘管如此，CSGO Lounge至2021年依然健在，並於東窗事發後的2016年贊助了一支職業CSGO競技團隊，引起了外界質疑其團隊的合法性。

## 政府回應
2016年2月，美國華盛頓州博彩委員會接觸Valve表達關注第三方平台利用Steam的API進行站外賭博活動，並於10月5日要求Valve在10月14日前承諾制止利用Steam平台交易皮膚所進行的賭博，否則就會對其採取法律行動。Valve則發表回應指其公司與皮膚賭博網站完全沒有任何關係，並且表示Steam的運作完全符合州法律。Valve又指皮膚賭博網站利用的Steam服務原本是設計給玩家進行合法活動，因此無法在不影響守法的Steam用戶的權益下改寫API以達到阻礙皮膚賭博網站的目的，Valve承諾會配合州政府辨別並封禁皮膚賭博網站所屬的Steam帳戶。
曼島政府於2017年2月立法要求皮膚賭博經營者申領博彩業牌照才能營運，這項法規是要確保所有形式的機率性賭博都是以獲得認證的隨機數生成機制進行，以確保博彩的公平，並且防範未成年者參與賭博。曼島政府的行動被認為是自2016年被Valve大規模封殺皮膚賭博帳戶後，讓皮膚賭博得以復興的機會。
挪威博彩局於2017年3月判斷任何形式的皮膚賭博都屬違法，並會起訴國內所有皮膚賭博經營者。
2017年8月，英國博彩委員會展開了針對皮膚賭博的調查，並成功撿控了境內兩名FIFA終極隊伍代幣賭博網站的經營者，控罪包括宣傳違法賭博行為和鼓勵未成年賭博。委員會於2017年12月發表了報告書，指有11%的11至16歲小童曾參與皮膚賭博，歸咎於缺乏有效的防止小童接觸網絡賭場的保護措施。委員會指她們會對皮膚賭博採取刑事行動，但強調仍需家長與遊戲公司共同協助阻止未成年賭博。
2018年2月，丹麥政府屏蔽了6個皮膚賭博網站，這是在丹麥法院宣判丹麥博彩局對兩家丹麥電訊供應商勝訴後採取的行動。原本雙方對薄公堂之前丹麥電訊公司拒絕博彩局的要求屏蔽賭博網站，博彩局的理據是這些皮膚賭博網站都在丹麥文的網站上進行宣傳，因此必須受到丹麥的博彩法監管，裁判同時屏蔽了其他18個與皮膚賭博無關的網上賭場。
2017年末西方社會開始對電子遊戲提供的虛擬抽獎的問題展開了深入討論起，荷蘭博彩局審核了多個提供戰利品箱的遊戲，得出它們都違反了荷蘭博彩法的結論，並於2018年4月對相關遊戲發行商發出信件要求她們在8週內修正遊戲中違法的博彩機制，否則就會對他們罰款或展開刑事撿控。於2018年6月20日的限期，Valve暫停荷蘭用戶使用CSGO和Dota2的道具交易系統，但於2018年7月12日在維持禁止荷蘭用戶開啟抽獎箱的政策下恢復CSGO的道具交易系統。
2018年9月，15個歐洲國家和美國華盛頓州政府代表出席了「歐洲博彩管制論壇」，達成了共識以求釐清電子遊戲與賭博日益模糊的界線，並著手應對第三方皮膚賭博平台。

## 法律行動

### 民事訴訟
2016年6月，美國康乃狄克州居民Michael John McLeod入稟控訴Valve，控詞指Valve「蓄意」製造「違法賭博」和潛在未成年賭博的問題，因為Valve不但設計了皮膚使之成為一種虛擬貨幣，還從玩家抽得皮膚和皮膚交易中獲得經濟利益。McLeod的代表律師尋求一旦法院接納審訊起就會將其提升為集體訴訟。
2016年7月，一名佛羅里達州的母親帶頭對Valve、CSGO Lotto及其持份者入稟進行集體訴訟。控詞指Valve允許未成年賭博和獲得CSGO Lotto持份者宣傳是違反了聯邦詐騙營銷與腐敗組織法案（RICO）及佛州的消費者保護法。ESPN採訪了44名原告其中一人的親身經歷，他指自己自12歲起就沉迷於皮膚賭博，並利用了父母的信用卡和銀行戶口存款購買皮膚。
為上述兩宗訴訟控方擔當法律顧問的Jasper Ward亦正在調查DraftKings和FanDuel提供夢幻總教頭類型遊戲的網站是否涉及違法經營博彩業務。Ward指Valve「營造和得益於網絡賭博的生態環境，正因為其不受法律約束而危害了消費者的權益，其中有許多是未成年人士。」他又指直至他受訪的2016年7月為止，Valve依然未就兩宗訴訟發表回應，特別是於解封了CSGO Lotto的帳戶後，其對公眾的沉默是不能被容忍的。
上述兩宗訴訟控方都引用了RICO作為控訴依據，即是說部分聆訊須要在聯邦法院進行，但第一宗訴訟的主裁判官於2016年10月裁定辯方得直，判詞指「單是從賭博蒙受的損失並不符合RICO對商業與財產損害的標準
。」Valve於2016年8月成功遊說將案件轉交西雅圖聯邦法院，並於11月按RICO的司法標準駁回訴訟。控方團嘗試往西雅圖的縣高級法院再度提出訴訟，但Valve再次成功遊說將案件轉交聯邦法院並使之又一次被駁回。控方團在獲得來自華盛頓州和伊利諾州的控訴人加盟後往西雅圖聯邦法院提出訴訟，這次控方增加了華盛頓州博彩委員會的調查報告作為法律依據。
第二宗針對CSGO Lotto的訴訟在聯邦法院被以同樣的RICO理據駁回後，控方改往CSGO Lotto註冊的佛羅里達州的州法院提出訴訟。Ward於2017年1月指由於CSGO Lotto的持份者在提出訴訟期間已經離開美國前往英國，大大增加了對他們提出法律行動的難度。代表CSGO Lotto的辯護律師於2017年12月接受採訪時表示其網站有免責聲明，提示用戶可以向站主索取門券參與活動而不必付出CSGO皮膚，因此不能將CSGO Lotto定義為線上賭場，網站本身則已經無法再被訪問。
2019年4月，位於華盛頓州內的奎納特印第安國入稟控告Valve，控詞指儘管Valve已經嘗試壓抑皮膚賭博，但CSGO遊戲本身依然得益於皮膚賭博的活動，因此依然是助長了非法賭博，並嚴重損害了奎納特區內持牌經營的賭場的收益。

### 遊戲與社交媒體商家的回應
Valve自面對上述第二宗集體訴訟後的2016年7月13日，向新聞媒體表示從今起會致力於打擊利用Steam平台經營賭博活動的帳戶，並與皮膚賭博網站劃清界線，及承諾對持續違反Steam用戶協議的個體採取法律行動。於2016年7月20日，Valve對23個相信濫用Steam API經營皮膚賭博業務的網站發出停止並終止律師信，一週後Valve再對另外20個同類網站發出律師信。
同月網上影片直播平台Twitch針對打擊CSGO皮膚賭博對用戶發出指引，警告任何在影片中為第三方皮膚賭博網站宣傳的行為都是違反其用戶協議。Twitch為此封禁了一名代號為「PhantomL0rd」、擁有超過130萬追隨者的CSGO玩家。Twitch並未有解釋封禁的理由，但新聞媒體報導理由是他不停在其直播中為已經被Valve發出律師信的皮膚賭博網站「CSGO Shuffle」宣傳，有媒體直指CSGO Shuffle就是由PhantomL0rd本人持有經營的。PhantomL0rd於2018年2月委任律師控告Twitch以索取封禁為他帶來的經濟損失，Twitch則於2018年5月對其提出反制訴訟指控PhantomL0rd違反用戶協議，並索取對Twitch和其他用戶帶來的損害賠償。法院於2021年4月以Twitch沒有按協議定明的流程封禁用戶，因此宣判PhantomL0rd得直並獲判2萬美元的賠償，但不會改變Twitch原本封禁的決定。
自從2016年7月Valve採取行動以來，不少皮膚賭博網站不是停止運作就是屏蔽了來自美國IP地址的訪問。Valve並警告參與了皮膚賭博的用戶應該迅速回收託管給違反協議帳戶的虛擬道具，部分收到Valve律師信的網站則表示會主動歸還被託管的道具。其中現金皮膚交易網站「OPSkins」聲稱不是賭博網站及沒有違反Valve的協議，相信Valve不可能對其採取法律行動而堅持繼續運作。「CSGO Lounge」則宣布會在法律允許的國家申領博彩業牌照以合法經營皮膚賭博業務，並限制來自特定國家的用戶使用其服務。不過自公布消息的一個月後CSGO Lounge公布她們會終止皮膚賭博的服務，並轉移公司業務重心至電子競技娛樂。直至2017年1月，還有約一半收到Valve律師信的皮膚賭博網站繼續經營，同時期有更多的離岸網站被設立，這些網站的運作都轉趨隱蔽，令皮膚賭博的活動演變成一種黑市經濟，從而提升了偵查難度。相鄰時期Valve又公佈了她們會打擊利用《絕地要塞2》的虛擬道具進行賭博的網站和Steam帳戶。

## Steam社群市集的打擊賭博政策
2018年3月，Valve出台了壓抑賭博交易活動的政策，Steam用戶不得將剛剛獲得的CSGO皮膚於7天內轉售，因為皮膚賭博非常依賴皮膚作為虛擬貨幣的高流通性。Valve表示轉售冷卻期能有效打擊皮膚賭博活動同時，又不會過度妨礙普通玩家利用Steam社群市集，並且降低玩家被盜號時蒙受的損失。有反對的玩家指該政策會妨礙合法的皮膚交易網站運作，及影響網絡直播主以CSGO皮膚作為禮品贈送給觀眾的活動，他們收集了超過十萬名用戶的簽名向Valve請願推翻政策。不久後，上述堅持營運的皮膚交易網站「OPSkins」宣布會提供規避7天轉售冷卻期的交易系統，Valve迅即對OPSkins發出停止並終止律師信。當OPSkins拒絕配合後，Valve封禁所有屬於OPSkins的帳戶。有用戶於社交論壇Reddit上發文評估在這次封禁事件中損失了的虛擬道具的總價值約為200萬美元，其中屬於另一款遊戲《絕地求生》（PUBG）的皮膚佔了約100萬美元。絕地求生的開發者在發現其遊戲道具被用於賭博後，都在Steam啟用了轉售冷卻期。
Valve又祭出措施專門清理在Steam上為皮膚賭博網站宣傳的廣告，其中一個最顯眼的打廣告行為是，在Steam發售的遊戲的評論區發表評論為虛、宣傳為實的留言，然後啟動大量網絡機械人註冊的帳戶為該評論點「可靠」以提升其曝光率。另一種是在Steam工作坊上投稿純粹為皮膚賭博網站宣傳的虛擬道具。
2019年10月，Valve發現有人以交易CSGO抽獎箱鑰匙來鑽法律的灰色地帶作為洗黑錢的途徑後，宣布所有鑰匙都會自動綁定在買家的帳戶以禁止其轉售。

## 影響

### 遊戲與電子競技業
開發過多款電子競技遊戲、受僱於Hi-Rez Studios的Todd Harris認為電子競技不受規管的時代已經終結，皮膚賭博於2016年中旬引起的爭議意味著，遊戲發行商與電子競技賽事的主辦方須加大力度阻止違法賭博的行為。
《火箭聯盟》的開發者表示會參照CSGO的虛擬商品獲取與交易系統，但不會使用Steam作為道具交易平台避免類似的皮膚賭博現象。
《絕地求生》的首席設計師於2017年中旬受訪認為，Valve已經有充分的對策應付皮膚賭博的行為，因此放心以Steam運行其遊戲的道具管理及交易，不過於2017年11月起，出現了多個合法性不明的絕地求生皮膚賭博網站，開發者於2018年5月發現有玩家繼續進行皮膚賭博後一度暫停了Steam的絕地求生道具交易。

### 市場經濟
皮膚賭博的爭議於2016年中旬曝光後，分析家最初調低了皮膚賭博往後的經濟價值，但於2017年上旬他們發現跌幅沒有原先預計的大，並認為只要其法律爭議一日未被解決，皮膚賭博市場依然會持續增長。Naruscope的分析認為，儘管2017年起大眾已經對皮膚賭博的法律爭議有了一定認識，但依然預計2020年的市場總值可以達到129億美元，這已經是調低了於2016年中旬預計的200億美元。